# 直通镇区
直通镇区為緬甸孟邦直通縣的鎮區。2014年人口238,106人，區域面積1,235.8平方公里。該鎮區轄下88個村莊。直通為該鎮區首府。直通農業專科學校（Thaton Institute of Agriculture）則位在此鎮區 。